# Castellare-di-Casinca
Castellare-di-Casinca (kors. U Castellà di Casinca) – miejscowość i gmina we Francji, w regionie Korsyka, w departamencie Górna Korsyka.
Według danych na rok 1990 gminę zamieszkiwało 389 osób, a gęstość zaludnienia wynosiła 44 osoby/km².